# 5 sur 5
Albums de Les Shades
Le Meurtre de Vénus
(2008) Les herbes amères
(2013)
5 sur 5 est le second album du groupe de rock français Les Shades, sorti en 2010 chez Jive Epic France. 

## Liste des titres
| No  | Titre                                              | Durée |
| --- | -------------------------------------------------- | ----- |
| 1.  | C'est la guerre (Benjamin Kerber)                  | 3:19  |
| 2.  | Ton rendez-vous manqué (Benjamin Kerber)           | 3:17  |
| 3.  | A l'horizon (Benjamin Kerber)                      | 3:21  |
| 4.  | Dictateur (Benjamin Kerber)                        | 2:26  |
| 5.  | Chaque foulée (Benjamin Kerber)                    | 3:08  |
| 6.  | Hors la loi (Benjamin Kerber)                      | 2:07  |
| 7.  | Une île déserte (Harry Allouche / Benjamin Kerber) | 2:55  |
| 8.  | Autoroute (Benjamin Kerber)                        | 2:52  |
| 9.  | La foi (Benjamin Kerber)                           | 3:39  |
| 10. | Infanterie (Benjamin Kerber)                       | 2:05  |
| 11. | La diane (Benjamin Kerber)                         | 2:37  |
| 12. | Dans les artères (Benjamin Kerber)                 | 3:22  |
| 13. | Keep on keepin'on                                  | 2:11  |